# Claudio Balzaretti
Claudio Balzaretti (Novara, 13 aprile 1956) è un biblista italiano.
I suoi contributi si concentrano sulla filologia semitica e l’esegesi dei libri storici dell’Antico Testamento. Ha pubblicato commenti a Esdra-Neemia, Cronache, Re, Maccabei, e ha collaborato a introduzioni all’Antico Testamento in lingua italiana.
Unendo allo studio filologico il metodo delle scienze sociali ha pubblicato due libri divulgativi: “Il Papa, Nietzsche e la cioccolata. Saggio di morale gastronomica” e “La cioccolata cattolica”.
È stato docente di storia e filosofia presso il Liceo classico e linguistico Carlo Alberto di Novara fino all'anno scolastico 2022/23.

## Opere
- Esdra-Neemia, Paoline Editoriali Libri, 1999 ISBN 9788831517997
- “Missa” e le sue etimologie. Storia di una secolare ricerca etimologica ancora aperta, CLV, 2000 ISBN 9788886655798
- I libri delle Cronache, Città Nuova, 2001 ISBN 8831137468
- I libri dei Re (Guide spirituali all'Antico Testamento), Roma, Città Nuova, 2002, ISBN 9788831137492
- Maccabei, 1-2, EMP, 2004 ISBN 9788825013924
- Re, 1-2, EMP, 2008 ISBN 9788825017779
- Il Papa, Nietzsche e la cioccolata. Saggio di morale gastronomica, Edizioni Dehoniane Bologna, 2009 ISBN 9788810104866
- Ricostruire e ricominciare. Leggere la Bibbia nella comunità con Esdra-Neemia (La Parola e la sua ricchezza 23), Milano, Paoline, 2010, ISBN 9788831536509
- Cronache. Introduzione, traduzione e commento (Nuovissima versione della Bibbia dai testi antichi 28), Cinisello Balsamo, Edizioni San Paolo, 2013, ISBN 9788821578052
- The Syriac Version of Ezra-Nehemiah. Manuscripts and Editions, Translation Technique and Its Use in Textual Criticism (Biblica et Orientalia 51), Roma, Gregorian & Biblical Press, 2013 ISBN 9788876533549
- La cioccolata cattolica. Storia di una disputa tra teologia e medicina, Edizioni Dehoniane Bologna, 2014 ISBN 9788810555248
- con Lucio Troiani, 1-2Maccabei. Nuova versione, introduzione e commento (I libri biblici. Primo Testamento 33), Milano, Paoline 2018 ISBN 9788831550758
- con Marco Zappella, Daniele (Bibbia ebraica interlineare 22), Cinisello Balsamo, San Paolo, 2019, ISBN 9788892217959
- con Jacopo Fontaneto, l’Asino in sella alla storia, Centoarchi, Novara 2019, ISBN 9788832199048
- The Syriac Peshiṭta Bible with English Translation. Genesis (English Translation by Craig E. Morrison with the Assistance of Claudio Balzaretti - Mirko Pozzobon), Georgias Press, Piscataway NJ 2019
- Non date a Cesare quel che è di Dio (Attualità della Bibbia), Città Nuova, Roma 2020, 91 pp. ISBN 9788831188098
- 1-2Samuele. Nuova versione, introduzione e commento (I libri biblici. Primo Testamento 8), Milano, Paoline 2020, 805 pp. ISBN 9788831553049
- EVA. Il giallo della mela, Cinisello Balsamo, San Paolo, 2022, 268p. ISBN 9788892227422
- Giosuè - Giudici: ebraico, greco, latino, italiano: testo ebraico della Biblia Hebraica Stuttgartensia; traduzione interlineare italiana di Claudio Balzaretti; testo greco dei Settanta, a cura di Rahlfs-Hanhart; testo latino della Vulgata Clementina; testo italiano della Nuovissima Versione della Bibbia; a cura di Stefano Mazzoni (Bibbia ebraica interlineare 6-7), Cinisello Balsamo, San Paolo, 2022, pp. 427 ISBN 9788892227378